# Leprechaun 3
Leprechaun 3 is een Amerikaanse horror/komediefilm uit 1995 en de derde film in de Leprechaun-serie over een Ierse sadistisch kwaadaardige kabouter.

## Verhaal
Een handelaar verkoopt in Las Vegas het beeldje van de gevaarlijke Leprechaun. Als een jonge man zijn horloge komt inwisselen, vindt hij toevallig een gouden munt en mag hij van de Leprechaun een wens doen. En met die wens had zijn leven dramatisch kunnen veranderen.

## Rolverdeling
| Acteur            | Personage    |
| ----------------- | ------------ |
| Warwick Davis     | Leprechaun   |
| John Gatins       | Scott McCoy  |
| Lee Armstrong     | Tammy Larsen |
| Caroline Williams | Loretta      |
| John DeMita       | Fazio        |
| Michael Callan    | Mitch        |
| Tom Dugan         | Art          |
| Marcelo Tubert    | Gupta        |
| Roger Hewlett     | Tony         |

## Trivia
Dit is de eerste film uit de Leprechaun-serie die direct-naar-video ging.